# HERO (甲斐バンドのアルバム)
『HERO （Kai-Band Best Selection）』（ヒーロー）は、1993年に通販限定でリリースされた、甲斐バンドのベスト・アルバム。

## 概要
ソニーのCDクラブより発売された、通信販売限定商品。品番FECL-30279。
シングル盤「HERO（ヒーローになる時、それは今）」のアウトテイク写真がジャケットに使用されたり、発売に当たって甲斐よしひろがインタビューに応じるなど、甲斐サイドが制作に直接関与しない編集盤としては、他と一線を画すものである。

## 収録曲
1. ナイト・ウェイブ （ダンス・ミックス・ロング・ヴァージョン）
2. フェアリー（完全犯罪）
3. BLUE LETTER
4. きんぽうげ
5. 感触（タッチ）
6. 裏切りの街角
7. マッスル
8. 氷のくちびる
9. HERO（ヒーローになる時、それは今）
10. 翼あるもの
11. ビューティフル・エネルギー
12. ポップコーンをほおばって
13. シーズン
14. 観覧車'82
15. 漂泊者（アウトロー）
16. 安奈
17. 破れたハートを売り物に （リミックス ' 82 ロング・ヴァージョン）